# Nicrophorus smefarka
Nicrophorus smefarka là một loài bọ cánh cứng trong họ Silphidae được miêu tả bởi Jirí Háva, J. Schneider & Jan Růžička in 1999.